# Калл, Фредерика
Фредери́ка Але́ксис Калл (англ. Frederika Alexis Cull; род. 20 октября 1999, Джакарта) — индонезийско-австралийская модель, победительница конкурса красоты «Путри Индонезия 2019», участница конкурса красоты «Мисс Вселенная 2019».

## Биография

### Ранняя жизнь и образование
Фредерика Алексис Калл родилась 20 октября 1999 года в Джакарте в семье австралийца и индонезийки. В возрасте одного года она переехала с родителями в Голд-Кост (штат Квинсленд), где проживала до семи лет. В возрасте семи лет вернулась в Джакарту, а в возрасте 14 лет Фредерика начала карьеру модели.
Фредерика закончила колледж в Австралийской независимой школе. Затем она получила степень бакалавра в области экономики и менеджмента, закончив бизнес-школу Saïd при Оксфордском университете, где также прошла программу летних курсов по предпринимательству.

### Карьера
8 марта 2019 года Фредерика стала победительницей национального конкурса красоты «Путри Индонезия 2019».
8 декабря 2019 года Фредерика представляла Индонезию на международном конкурса красоты «Мисс Вселенная 2019», который проходил в Атланте. Она стала первой представительницей Индонезии, которая по итогам конкурса вошла в топ-10. Помимо этого, Фредерика стала седьмой представительницей Индонезии и первой представительницей Джакарты, которая выходила в полуфинал конкурса Мисс Вселенная.

### Благотворительность
Фредерика принимала участие в оказании помощи жителям, пострадавшим во время землетрясения в Ломбоке, где она оказывала медицинскую помощь. Она также участвовала в акции «Sekolah Bisa», которая помогает детям из неблагополучных семей получить образование. Она записала специальное видео в поддержку этой инициативы, которое было размещено на её аккаунте на YouTube. 
Фредерика помогает животным в Джакарте и сотрудничает с приютами для бездомных животных.